# Dmexco

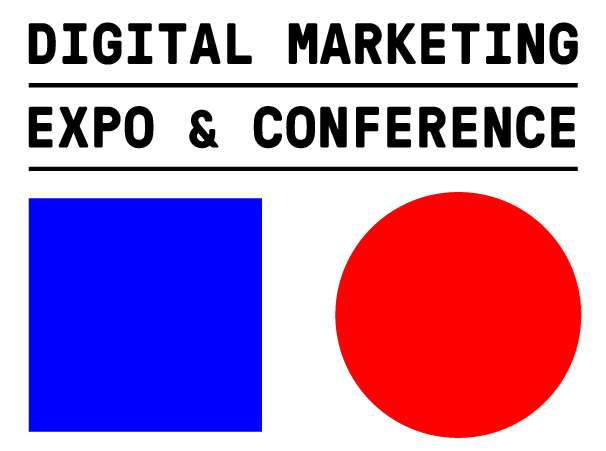
Das Logo der DMEXCO

Die DMEXCO (Digital Marketing Expo & Conference) ist eine einmal im Jahr stattfindende Fachmesse für digitales Marketing & Werbung. Die größte Kongressmesse für die Digitalbranche in Europa findet seit 2009 in Köln statt. Vorgänger der DMEXCO war von 2000 bis 2008 die Messe Online Marketing Düsseldorf (OMD).
Veranstalter der DMEXCO ist die Koelnmesse, ideeller und fachlicher Träger sind der Bundesverband Digitale Wirtschaft (BVDW) und der Online-Vermarkterkreis (OVK). Weitere offizielle Partner sind Arbeitsgemeinschaft Online Forschung (AGOF), Art Directors Club für Deutschland, Fachgruppe Online-Mediaagenturen (FOMA), Gesamtverband Kommunikationsagenturen (GWA), IAB Europe (Interactive Advertising Bureau) und Organisation Werbungtreibende im Markenverband (OWM).

## dmexco 2009
Vom 23. bis 24. September 2009 präsentierten 290 Aussteller (davon rund 10 % aus dem Ausland) aus elf Ländern ihre Produkte und Dienstleistungen auf insgesamt 26.000 Quadratmetern Fläche. An den beiden Messetagen kamen rund 14.200 Fachbesucher (davon 12 % aus dem Ausland) auf das Messegelände.

## dmexco 2010
Insgesamt 355 Aussteller (davon rund 13 % aus dem Ausland) präsentierten auf 27.000 Quadratmetern für rund 15.800 Fachbesucher (davon 15 % aus dem Ausland). Das Konferenzprogramm bot mehr als 150 Redner und Diskutanten zu den Schwerpunktthemen „Digital Creativity“, „Digital Efficiency“ und „Digital Intelligence“.

## dmexco 2011
Am 21. und 22. September 2011 präsentierten auf 42.000 Quadratmetern insgesamt 440 Aussteller (davon rund 20 % aus dem Ausland) ihre Produkte und Dienstleistungen rund 19.300 Fachbesuchern (davon 20 % aus dem Ausland). Die Konferenz sorgte mit mehr als 330 Rednern und Diskutanten unter dem Motto „New rules – The digital shape of today’s marketing“ für über 120 Stunden Programm.

## dmexco 2012
Eine bisherige Rekordbilanz verzeichnet die dmexco 2012, die am 12. und 13. September 2012 auf dem Gelände der Koelnmesse stattfand. Insgesamt präsentierten sich 578 Aussteller auf über 50.000 Quadratmetern den insgesamt 22.200 Fachbesucher (davon 25 % internationale Besucher). Die parallel stattfindende Konferenz bot über 400 Referenten und mehr als 160 Stunden Programm.

## dmexco 2013
Unter dem Motto „Turning Visions into Reality“ fand die fünfte dmexco am 18. und 19. September 2013 auf dem Gelände der Koelnmesse statt. 742 Aussteller präsentierten auf über 57.000 Quadratmetern der Koelnmesse ihre Leistungen den 26.300 Fachbesuchern. 25 % der Aussteller sowie der Besucher stammen davon aus dem Ausland. Die Konferenz bot mit über 450 Rednern ein Programm von über 190 Stunden an. Erstmals wurde eine dritte Messehalle genutzt, um die wachsenden Besucher- und Ausstellerzahlen unterzubringen.

## dmexco 2014
Bei ihrer sechsten Auflage am 10. und 11. September auf dem Gelände der Koelnmesse sorgte die dmexco unter dem Motto „Entering new Dimensions“ und rund um das Thema „Digiconomy“ für neue Bestwerte: Auf 66.000 Quadratmetern in drei Messehallen präsentierten sich 807 Aussteller den 31.900 Fachbesuchern. Die parallel stattfindende Konferenz mit über 470 Referenten bot mehr als 200 Stunden Programm.

## dmexco 2015
Die siebte Ausgabe der dmexco fand am 16. und 17. September 2015 statt. Insgesamt vermeldete die Kongressmesse, die 2015 unter dem Motto „Bridging Worlds“ stand, 881 Aussteller und über 43.000 Fachbesucher. Insgesamt traten 500 Speaker auf, darunter Sir Martin Sorrell (Chief Executive Officer WPP Group), Thomas Ebeling (Vorstandsvorsitzender der ProSiebenSat.1 Media) und Stephanie Nägeli (Global Director of Marketing and Innovation Food Nestlé).

## dmexco 2016
Die achte Ausgabe der dmexco fand am 14. und 15. September 2016 statt. Unter dem Motto „Digital is everything – not every thing is digital“ lockte die dmexco mehr als 50.700 Besucher nach Köln, wo sich 1.013 Aussteller der globalen Digitalwirtschaft präsentierten. Im Rahmen der Konferenz traten 570 Speaker auf 15 Bühnen auf, dazu zählen unter anderem Paul Bulcke (Chief Executive Officer Nestlé), Dana Anderson (Chief Marketing Officer Mondelez), Seth Dallaire (Vice President of Global Advertising Sales Amazon), Delphine Buchotte (Chief Communication and Digital Officer L’Oréal) und Marianne Bullwinkel (Country Director DACH Facebook).

## dmexco 2017
Die neunte Ausgabe der Messe fand am 13. und 14. September 2017 mit dem Motto „Lightening the Age of Transformation“. Im Gegensatz zu den früheren Jahren gab es für die dmexco 2017 keine kostenlosen Tickets mehr. Die Zahl der Fachbesucher sank dadurch auf 40.700. Die Zahl der Aussteller stieg hingegen leicht auf 1.100., Im Rahmen der dmexco Conference traten 570 Speakern mit mehr als 250 Stunden Programm auf 18 Bühnen auf darunter Sheryl Sandberg (Chief Operating Officer Facebook), Jack Dorsey (Chief Executive Officer Twitter), Allen Blue (Co-Founder LinkedIn), Stewart Copeland (Gründer und Drummer der Band The Police), Thomas Reiter (ehemaliger Raumfahrer und ESA Koordinator Internationale Agenturen und Berater des Generaldirektors) sowie David Meza (Chief Knowledge Architect NASA).
Im November 2017 verlängerte die Koelnmesse den Vertrag zur Durchführung der DMEXCO mit dem BVDW langfristig, beendete jedoch das Vertragsverhältnis mit der Beratungsgesellschaft KDME, die bisher Kongress und Messe mit organisiert hatte. Im darauf folgenden Rechtsstreit erklärte das Landgericht Köln die Kündigung für ungültig und verurteilte die Koelnmesse zu Honorarnachzahlungen. Im November 2018 einigten die Parteien sich daraufhin auf einen außergerichtlichen Vergleich.
Im Januar 2018 berief die Koelnmesse das neue Führungsteam der dmexco.

## DMEXCO 2018
Die zehnte Ausgabe der Messe fand am 12. und 13. September 2018 wieder auf dem Gelände der Koelnmesse statt. Sie stand unter dem Motto Take C.A.R.E. (Curiosity–Action–Responsibility–Experience) und wurde zum ersten Mal unter Leitung von Dominik Matyka abgehalten. Seit 11. Juni hat die DMEXCO im Zuge ihrer neuen Strategie eine veränderte Corporate Identity und ein neues Corporate Design, zu dem auch eine neue Webseite gehört. Die Zahl der Fachbesucher zur DMEXCO 2018 stieg leicht auf 41.000, die Zahl der Aussteller betrug 1.000. Mehr als 550 Speaker waren vor Ort vertreten. Unter anderem standen Dorothee Bär (CSU, Staatsministerin für Digitalisierung), Nico Rosberg (Formel-1-Weltmeister), Philipp Schindler (Chief Business Officer Google), Timotheus Höttges (CEO Telekom) sowie Wanli Min (Chief Machine Intelligence Scientist Alibaba Cloud) auf den Bühnen.

## DMEXCO 2019
Am 11. und 12. September 2019 fand die elfte Ausgabe des Events wieder auf dem Gelände der Koelnmesse statt. Rund 1.000 Aussteller und rund 38.000 Besucher nahmen 2019 an Europas wichtigstem Event für die digitale Wirtschaft in Köln teil.
Unter dem Motto „Trust In You“ wurde vor allem die zentrale Rolle des Vertrauens für die Weiterentwicklung der digitalen Wirtschaft diskutiert, da Vertrauen in vielerlei Hinsicht essentiell ist: Unternehmen brauchen das Vertrauen der Nutzer, um Produkte und Services erfolgreich anbieten zu können. Gleichzeitig müssen sie ihren Mitarbeitern auch vertrauen, die digitalen Herausforderungen zu meistern. Nutzer hingegen müssen sich darauf verlassen können, dass die Unternehmen der Digitalwirtschaft mit ihren Daten respekt- und verantwortungsvoll umgehen. Insgesamt braucht die gesamte digitale Branche das Vertrauen der Gesellschaft, dass die Digitalisierung mehr Vor- als Nachteile für den Menschen bringt.
Die Zahl der Speaker stieg 2019 auf über 700 an, davon 35 Prozent weiblich. Speaker waren unter anderem Stephanie Buscemi (Chief Marketing Officer Salesforce), Jimmy Wales (Gründer von Wikipedia), Ryan Leslie (Chief Executive Officer SuperPhone), Sir Martin Sorrell (Gründer Werbeholding WPP), Sabina Jeschke (Vorstand Digitalisierung und Technik Deutsche Bahn), Brennan Jacoby (Gründer Philosophy at Work), Roger McNamee (Gründer Elevation Partners, früherer Investor von facebook), Piera Gelardi (Gründerin Refinery29) und Charlotte Roche (Moderatorin, Produzentin, Schauspielerin, Hörspielsprecherin und Autorin).
Um die CO2-Belastung durch die Anreise der Besucher teilweise zu kompensieren, startete die DMEXCO gemeinsam mit dem Social Business Treedom das Wiederaufforstungsprojekt DMEXCO Forest. Dazu werden in Kenia Bäume gepflanzt, die zukünftig insgesamt rund 1 Million Kilogramm CO2 speichern werden. Weiterer Sponsor der Aktion war das SaaS-Unternehmen Productsup.

## DMEXCO 2020
DMEXCO 2020 fand unter dem Titel DMEXCO @home und unter dem Motto „Attitude matters, Haltung zählt!“ am 23. und 24. September 2020 als rein digitales Event statt. Ursprünglich war eine hybride Veranstaltung geplant gewesen.
Der physische Teil der Messe wurde im Juli 2020 auf Grund der Corona-Pandemie jedoch abgesagt. Insgesamt beteiligten sich knapp 900 Speaker, 20.000 Teilnehmer und 260 Aussteller an der DMEXCO @home.

## DMEXCO 2021
DMEXCO 2021 fand zum zweiten Mal unter dem Titel DMEXCO @home und unter dem Motto „Setting new priorities“. am 7. und 8. September 2021 als rein digitales Event statt. Insgesamt beteiligten sich über 600 Speaker, 20.600 Teilnehmende und 240 Aussteller an der DMEXCO @home.

## DMEXCO 2022

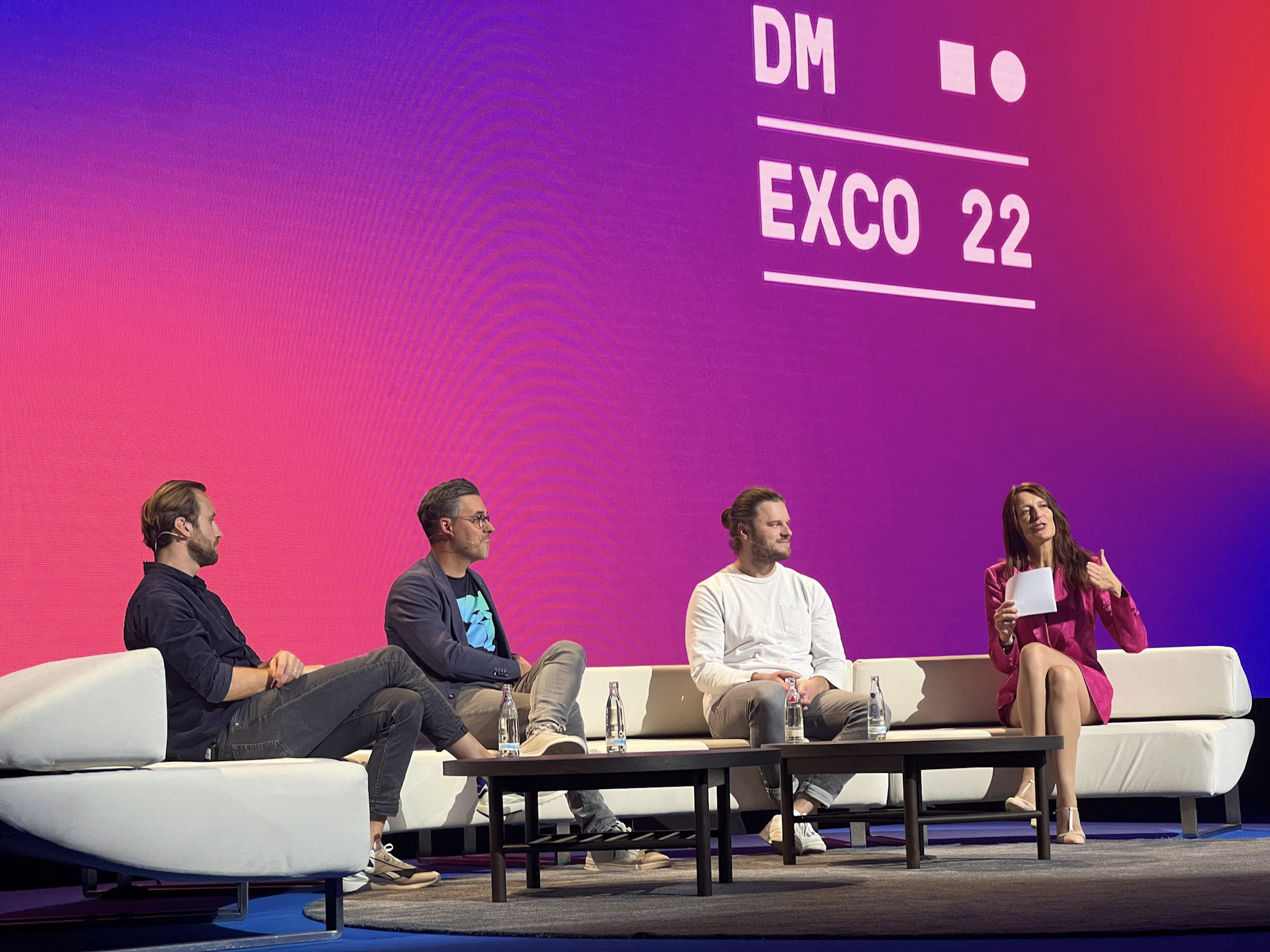
Panel "Next Evolution of Entertainment: How brands approach the Metaverse" auf der DMEXCO 2022

Die DMEXCO veranstaltete am 3. Mai 2022 erstmals den Digital Spring Summit. Das reine Digitalevent widmete sich dem Thema Web3. Die DMEXCO 2022 fand am 21. und 22. September – nach fast dreijähriger Pause durch die COVID-19-Pandemie – unter dem Motto „We progress together“ wieder auf dem Gelände der Koelnmesse statt. Insgesamt kamen wieder 560 Aussteller und Partner, über 770 Speaker sowie rund 40.000 Fachbesucher.
Keynote-Speaker waren u. a. Matt Brittin, Europa-Chef von Google, Matthias Dang, Co-CEO von RTL Deutschland, und Karsten Wildberger, CEO von Ceconomy.

## DMEXCO 2023
Die DMEXCO 2023 fand am 20. und 21. September 2023 in Köln statt. Das Motto der Messe lautete „empowering digital creativity“. Insgesamt vermeldeten die Veranstalter 650 ausstellende Unternehmen und Partner sowie erneut rund 40.000 internationale Fachbesucher. Im November 2023 wurde bekannt, dass die Tätigkeit des bisherigen Chief Advisors Dominik Matyka zum Dezember 2023 endet. Stattdessen wechselt Verena Gründel, bisher Chefredakteurin des Marketing-Fachmediums Werben&Verkaufen, als Brand & Communications Director in das Veranstaltungsteam auf Seiten der Koelnmesse.

## Kritik
Das Magazin T3n veröffentlichte eine Kritik zur DMEXCO im Jahr 2022. Nachhaltigkeit sei beispielsweise ein „großes Thema – aber nur auf der Greenwashing-Ebene“. Branchenkritiker monierten zudem, dass sich die Ausstellergebühren vervielfacht hätten und der nationale Markt zu kurz komme.

## Belege
1. ↑  Frank Kemper, Daniela Patrzek: OMD 2009: „Erstes Opfer der Wirtschaftskrise“. 17. Dezember 2008, archiviert vom Original am 18. Dezember 2008; abgerufen am 19. September 2010.
2. ↑  dmexco-Bilanz: Das große Web-Special mit allen News, Bildern, Video-Statements und Umfragen. In: Horizont. 25. September 2009, archiviert vom Original (nicht mehr online verfügbar) am 18. September 2010; abgerufen am 19. September 2010.  Info: Der Archivlink wurde automatisch eingesetzt und noch nicht geprüft. Bitte prüfe Original- und Archivlink gemäß Anleitung und entferne dann diesen Hinweis.
3. ↑  Heiko Lammers: Im Zentrum des globalen Wachstumsmarktes: dmexco 2010 war ein überwältigender Erfolg! (PDF) 16. September 2010, archiviert vom Original (nicht mehr online verfügbar) am 22. September 2010; abgerufen am 6. Juni 2022.
4. ↑  Tanja Gabler: Ein dritter Tag für die dmexco. 17. September 2010, abgerufen am 6. Juni 2022.
5. ↑  Sara Weber: Bilanz der Dmexco: Besucher- und Ausstellerrekord / Messe wird internationaler. 14. September 2012, archiviert vom Original (nicht mehr online verfügbar) am 18. August 2012; abgerufen am 23. Oktober 2012.  Info: Der Archivlink wurde automatisch eingesetzt und noch nicht geprüft. Bitte prüfe Original- und Archivlink gemäß Anleitung und entferne dann diesen Hinweis.
6. ↑  Ingo Rentz: dmexco zieht Bilanz: Eine Messe der Rekorde. 23. September 2012, archiviert vom Original (nicht mehr online verfügbar) am 29. Oktober 2012; abgerufen am 23. Oktober 2012.  Info: Der Archivlink wurde automatisch eingesetzt und noch nicht geprüft. Bitte prüfe Original- und Archivlink gemäß Anleitung und entferne dann diesen Hinweis.
7. ↑  dmexco 2013 Facts & Figures. (PDF) Archiviert vom Original (nicht mehr online verfügbar) am 28. September 2013; abgerufen am 18. April 2019.
8. ↑  Uli Busch: Besucherrekord auf der Dmexco 2013. In: W&V. 9. September 2013, abgerufen am 24. September 2013.
9. ↑  dmexco 2014 Facts & Figures. (PDF; 495 kB) Archiviert vom Original (nicht mehr online verfügbar) am 6. Oktober 2014; abgerufen am 18. April 2019.
10. ↑  Am Business Hotspot dmexco führt auch international kein Weg vorbei. In: absatzwirtschaft. 12. September 2014, abgerufen am 22. Mai 2019.
11. ↑  Fabian Müller: Kölner Digitalmesse geht mit Besucherrekord zu Ende. In: Horizont. 18. September 2015, abgerufen am 11. März 2016.
12. ↑  dmexco 2015: Der Digital Summit. In: Internet World Business. Abgerufen am 20. März 2019.
13. ↑  1013 Aussteller in fünf Hallen und 570 internationale Top-Speaker: dmexco treibt das Business voran. In: absatzwirtschaft. 15. September 2016, abgerufen am 10. Oktober 2016.
14. ↑  dmexco 2016: Das digitale Gipfeltreffen. In: Internet World Business. Abgerufen am 20. März 2019.
15. ↑  Dmexco 2017: Ausstellerrekord und Besucherrückgang. In: Adzine-Magazin für Online Marketing. Abgerufen am 20. März 2019.
16. ↑  Dmexco: 250 Stunden Digitales mit Sheryl Sandberg und Marc Pritchard. Abgerufen am 20. März 2019.
17. ↑  Spannendes Programm auf der dmexco 2017: alle Sessions, Themen & Speaker. In: MyBusinessFuture. 17. August 2017, abgerufen am 20. März 2019.
18. ↑  Dmexco: 250 Stunden Digitales mit Sheryl Sandberg und Marc Pritchard. Abgerufen am 20. März 2019.
19. ↑  Startschuss 2017: Das sind die Themen der #dmexco. In: Internet World Business. Archiviert vom Original (nicht mehr online verfügbar) am 4. Dezember 2019; abgerufen am 20. März 2019.
20. ↑  Koelnmesse trennt sich von Schneider und Muche. In: Internet World Business. 2. November 2017, abgerufen am 5. Juni 2022.
21. ↑  Susanne Gillner, Susanne Gillner: dmexco-Rechtsstreit außergerichtlich beigelegt. Abgerufen am 5. Juni 2022 (deutsch).
22. ↑  Dmexco holt Dominik Matyka. Werben & Verkaufen, abgerufen am 5. Januar 2018.
23. ↑  Dmexco: Die Internet-Messe erfindet sich neu. In: HORIZONT. (horizont.net [abgerufen am 12. Juni 2018]).
24. ↑  Dmexco 2018   : Vergesst die Technologie! Denkt an die Konsumenten! In: horizont.net. (horizont.net [abgerufen am 23. August 2018]).
25. ↑  DMEXCO 2018: Digitale Wirtschaft stellt den Menschen in den Mittelpunkt – DMEXCO 2018. In: DMEXCO 2018. (dmexco.com [abgerufen am 19. September 2018]).
26. ↑  DMEXCO 2019 – Conference. Abgerufen am 20. März 2019.
27. ↑  DMEXCO Tag 1: Dialog, Inspiration & konkretes Business. Abgerufen am 20. März 2019.
28. ↑  Digitale Wirtschaft stellt Haltung, Werte und die Nutzer stärker in den Mittelpunkt. Abgerufen am 20. September 2019.
29. ↑  Branche diskutiert auf der DMEXCO 2019 über Vertrauen im digitalen Marketing. Abgerufen am 20. September 2019.
30. ↑  Dmexco Motto für 2019 lautet „Trust in you“. Abgerufen am 20. September 2019.
31. ↑  Branche diskutiert auf der DMEXCO 2019 über Vertrauen im digitalen Marketing. Abgerufen am 20. September 2019.
32. ↑  Frank Puscher: Dmexco Tag 1: Mehr Fragen als Antworten. In: absatzwirtschaft.de. 12. September 2019, abgerufen am 20. September 2019.
33. ↑  Klaus Janke: Top-Speaker auf der Dmexco (Teil 2). In: absatzwirtschaft.de. 6. September 2019, abgerufen am 20. September 2019.
34. ↑  dmexco präsentiert erste Speaker und neue Formate. Abgerufen am 20. September 2019.
35. ↑  Gemeinsam mit DMEXCO – Digital Marketing Expo & Conference pflanzen. Abgerufen am 20. September 2019.
36. ↑  DMEXCO und Treedom starten den DMEXCO Forest. In: Koschade PR. 11. September 2019, archiviert vom Original am 20. September 2019; abgerufen am 20. September 2019.
37. ↑  „Attitude matters“: Dmexco-Macher wählen Haltung zum Messethema 2020. Abgerufen am 18. Februar 2020.
38. ↑  So sieht das DMEXCO-Konzept für 2020 aus. Horizont, abgerufen am 7. Juli 2020.
39. ↑  DMEXCO findet 2020 rein digital statt. Koelnmesse, abgerufen am 7. Juli 2020.
40. ↑  Lohnende Anstrengung: So war die Dmexco@home 2020. Abgerufen am 2. November 2020.
41. ↑  Wegen Pandemie: Dmexco findet auch 2021 komplett digital statt. Abgerufen am 18. August 2021.
42. ↑  Veranstalter der Dmexco ziehen positives Fazit. Abgerufen am 9. September 2021.
43. ↑  DMEXCO startet am 3. Mai mit dem Digital Spring Summit ins Jahr 2022. Abgerufen am 30. Mai 2022.
44. ↑  We progress together ist das Motto der DMEXCO 2022. Abgerufen am 1. August 2022.
45. ↑  Überzeugender Restart der DMEXCO 2022 mit 40 000 Fachbesucherinnen. Abgerufen am 24. September 2022.
46. ↑  DMEXCO 2022 – der Restart ist gelungen. Abgerufen am 24. September 2022.
47. ↑  DMEXCO 2023: Besucherzahl liegt auf Vorjahresniveau. Abgerufen am 29. November 2023.
48. ↑  Verena Gründel führt künftig die DMEXCO 2022. Abgerufen am 29. November 2023.
49. ↑  t3n – digital pioneers | Das Magazin für digitales Business. Archiviert vom Original (nicht mehr online verfügbar) am 26. September 2022; abgerufen am 27. September 2022.  Info: Der Archivlink wurde automatisch eingesetzt und noch nicht geprüft. Bitte prüfe Original- und Archivlink gemäß Anleitung und entferne dann diesen Hinweis.
50. ↑  Werben & Verkaufen: Kritik an den "Dmexco-Kritikern" | W&V. 21. August 2017, abgerufen am 25. Juni 2024.